# Lepidoblepharis williamsi
Lepidoblepharis williamsi är en ödleart som beskrevs av  Ayala och SERNA 1986. Lepidoblepharis williamsi ingår i släktet Lepidoblepharis och familjen geckoödlor. Inga underarter finns listade i Catalogue of Life.